# Ammazzaragni
Gli Ammazzaragni (Spider-Slayer) sono una serie di robot immaginari, appositamente progettati e costruiti per dare la caccia all'Uomo Ragno. L'apparizione del primo di essi è in The Amazing Spider-Man (vol. 1) n. 25 (giugno 1965), opera di Stan Lee (testi) e Steve Ditko (disegni).

## Storia
Il primo di essi fu progettato e costruito dal professor Spencer Smythe, un ingenuo inventore che aveva creduto agli editoriali avversi all'Uomo Ragno di J. Jonah Jameson sul Daily Bugle. Peter Parker, alias Uomo ragno, decise di accordarsi con Jameson, convincendolo che il Bugle avrebbe venduto un bel po' di copie in più se avesse pubblicato foto del combattimento tra l'Uomo Ragno e il robot, e lo spinse a dare la possibilità a Smythe di presentare la sua invenzione.
L'Uomo Ragno si accorse presto di aver fatto un grosso errore: il robot era un avversario temibile e lo intrappolò con i suoi cavi d'acciaio. Ma aveva un punto debole nel suo pannello di controllo, che Parker riuscì a individuare e distruggere, liberandosi prima che Jameson e Smythe arrivassero sul posto.
Umiliato dal suo fallimento, Smythe ritornò in laboratorio e costruì un nuovo Ammazzaragni con armi ancora più micidiali e sensori più sofisticati. Ma tra lui e Jameson esplose un forte litigio appena l'editore si accorse che il nuovo modello era progettato per uccidere l'Uomo Ragno piuttosto che per catturarlo. Tuttavia, Peter sconfisse con astuzia il robot, facendolo esplodere nel laboratorio di Smythe.
Ossessionato dal desiderio di sconfiggere l'Uomo Ragno lo scienziato continuò a costruire Ammazzaragni sempre nuovi e più potenti ma, alla fine, venne ucciso dalle sue stesse invenzioni, a causa dell'esposizione ai materiali radioattivi necessari al potenziamento dei suoi Ammazzaragni.

### Il primo robot
Il primo Ammazzaragni era piuttosto rudimentale e sferragliante, ma rappresentava lo stesso una formidabile minaccia per L'Uomo Ragno. La sua forma era quella di un umanoide tozzo, privo di braccia e con numerosi tentacoli che spuntavano direttamente dal torace.

### Ammazzaragni Mark II
Col passare degli anni Smythe migliorò il progetto degli Ammazzaragni arrivando a costruire il Mark II. Anche questo robot non era comunque un problema per L'Uomo Ragno, che lo sconfisse velocemente.

### Ammazzaragni Mark III
Nonostante Jameson fosse inizialmente contrario, si fece convincere da Smythe a finanziare l'Ammazzaragni Mark III, un robot di forma ragnesca in grado di sparare la sua tela artificiale.

### Ammazzaragni Mark IV
L'Ammazzaragni Mark IV era abbastanza spazioso da contenere anche un pilota umano. Più veloce, forte e letale dei modelli precedenti il Mark IV riuscì a catturare l'Uomo Ragno, che però si liberò e lo programmò perché saltasse in aria davanti a Smythe.

### Un erede legittimo
Dopo la morte del padre, Alistair Smythe cominciò a costruire nuovi Ammazzaragni, accettando di lavorare con Kingpin per finanziare il suo progetto. Mettendo da parte gli antiquati robot usati dal padre, Alistair preferì servirsi di modelli molto più sofisticati. Progettò così terrificanti Ammazzaragni, che attrezzò con artigli affilatissimi, code velenose e zanne appuntite.

### L'ammazzaragni definitivo
Poiché i robot venivano ripetutamente sconfitti dall'Uomo Ragno, Alistair decise di indossare una speciale armatura bio-organica che lo avrebbe protetto da qualsiasi colpo, aumentando inoltre la sua forza a livelli sovrumani. Nel tentativo di distruggere L'uomo Ragno, Alistair si trasformò fisicamente nell'Ammazzaragni definitivo, credendosi capace di schiacciare l'Uomo Ragno, che però sopravvisse all'attacco, riuscendo finalmente a sconfiggere il nemico.

### Dark Reign
J.Jonah Jameson, diventato sindaco di New York, decide di istituire delle squadre anti-ragno, formate da poliziotti in armatura, usando il prototipo del primo ammazzaragni e il rilevatore. Durante lo scontro, l'Uomo Ragno riesce a trovare una bomba radioattiva piazzata dal Camaleonte e con l'aiuto degli agenti riesce a disinnescarla. In seguito, gli agenti capiscono che l'Uomo Ragno è un eroe, quindi si dimettono e distruggono il rilevatore di ragni.

### La vendetta dell'ammazzaragni
Alistair ritorna con l'ossessione di uccidere Jameson. Crea così un esercito di uomini-insetto partendo da gente che ha cattivi ricordi con Jonah, come Mac Gargan. Li dota inoltre di un senso di ragno.
Quando l'Uomo Ragno e Max Modell riescono a inibire il senso di ragno delle sue creature, Smythe attacca direttamente e, nel tentativo di uccidere Jameson, trafigge sua moglie Marla. Viene quindi steso dall'Uomo Ragno e catturato.

### Superior Spiderman: Senza via di fuga!
Nella saga a fumetti di The Superior Spider-Man, Alistair Smythe è detenuto nella prigione di massima sicurezza, situata su un'isola, il "Raft", in attesa di essere ucciso secondo la pena di morte voluta a tutti i costi dal sindaco J. Jonah Jameson.
In "Senza via di fuga", l'Ammazzaragni tenta la fuga in qualsiasi modo, anche grazie all'aiuto dello Scorpione, di Boomerang e dell'Avvoltoio, ma fallisce nel suo tentativo e viene ucciso da Spider-Man (sotto il controllo di Otto Octavius).
Nella parte finale del fumetto, Smythe, cercando di trasferire la sua memoria nella testa di "Peter Parker", fallirà e gli verrà rivelato dal Dr. Octopus che questo procedimento lo aveva già attuato lui: l'Ammazzaragni morirà definitivamente pochi istanti dopo.

## Versione Ultimate
In Ultimate Spider-Man sono stati costruiti dal Riparatore e hanno l'aspetto di robot umanoidi.

## Altri media

### Televisione
Nella serie animata degli anni sessanta c'è un episodio che è un adattamento fedele della prima apparizione nei fumetti dell'Ammazzaragni, malgrado lo scienziato si chiami Henry Smythe.
In Spider-Man del 1994 gli Ammazzaragni vengono commissionati da Norman Osborn per dare la caccia all'Uomo Ragno. L'evoluzione della vicenda porta Alistair Smythe a lavorare per Kingpin. Non solo ricreerà la versione "Vedova Nera" dell'Ammazzaragni ma sguinzaglierà anche quelle "Tarantula" e "Scorpione". In questa rappresentazione i tre Ammazzaragni possono unirsi in una imponente macchina di distruzione. Successivamente Smythe costruirà un altro Ammazzaragni di aspetto umanoide, armato pesantemente e comandato a distanza. A causa dei suoi ripetuti fallimenti Smythe verrà punito venendo geneticamente trasformato egli stesso in un Ammazzaragni dal nuovo scienziato capo di Kingpin, Herbert Landon. In questa forma, oltre a recuperare l'uso delle gambe, Smythe è incredibilmente forte e dotato di straordinarie capacità di recupero. Inoltre ha un paio di antenne che gli spuntano dalle spalle, che sparano entrambe raggi laser. In seguito si scopre che il padre di Alistair, Spencer, creduto morto è ancora vivo e prigioniero di Kingpin; costui sperava di incolpare della presunta morte l'Uomo Ragno e avere Alistair al suo servizio. L'Uomo Ragno svela l'inganno e restituisce Spencer al figlio. Successivamente Alistair costruisce una serie di androidi che volano su alianti per Harry Osborn, per rovinare il matrimonio di Peter Parker e Mary Jane.

### Videogiochi
Gli Ammazzaragni compaiono sia nel videogioco per SNES sia in quello per Sega Genesis, entrambi basati sulle serie animate. Compaiono anche nel gioco per Game Boy The Amazing Spider-Man 3: Invasion of the Spider-Slayers.
Inoltre, nell'adattamento del videogioco di Spider-Man, sono stati creati dalla Oscorp per dare la caccia all'Uomo Ragno ma finiscono invece per darla allo Scorpione. Hanno l'aspetto di ragni meccanici.
Nel videogioco The Amazing Spider-Man, appare un robot simile agli Amazzaragni, chiamato S-bot, dove attacca New York.